# Майн
Майн (нім. Main) — річка у Німеччині, права притока Рейна. Утворюється злиттям течій річок Червоний Майн та Білий Майн неподалік селища Кульмбах в Баварії. Тече територією Баварії, Баден-Вюртемберга та Гессена, має довжину 524 км. Впадає в Рейн поблизу Майнца.

## Судноплавство
Майн судноплавний по значній частині своєї довжини (від гирла до Бамберга, 396 км). З будівництвом у 1992 році каналу Майн-Дунай утворилася наскрізна воднотранспортна магістраль Рейн-Майн-Дунай довжиною 3505 км, яка з'єднує Північне та Чорне моря та утворює 7-й Пан-європейський міжнародний транспортний коридор.